# Marry Me - Sposami
Marry Me - Sposami (Marry Me) è un film del 2022 diretto da Kat Coiro.
Il film, interpretato da Jennifer Lopez, Owen Wilson e Maluma, è l'adattamento cinematografico dell'omonima graphic novel scritta da Bobby Crosby.

## Trama
La cantante pop Kat Valdez è una famosa star della comunità latina con una serie di matrimoni falliti con personaggi famosi alle spalle. Dopo che Marry Me, una canzone di lei e del suo fidanzato, Bastian, diventa la hit in vetta alle classifiche in tutto il mondo, programmano di tenere la cerimonia di matrimonio davanti a un pubblico in streaming ad uno dei concerti di Kat. Al concerto è presente Charlie Gilbert, un insegnante di matematica divorziato che era stato convinto dall'amica e collega Parker a partecipare al concerto assieme alla figlia Lou, nella speranza di migliorare il suo rapporto con quest'ultima.
Tuttavia, poco prima che Kat sia pronta per andare all'altare, i notiziari scoprono l'infedeltà di Bastian con l'assistente della donna, Tyra, e la trasmettono ai suoi fan al concerto. Mentre ha un tracollo emotivo sul palco, Kat vede Charlie tra la folla con in mano il cartello di Parker con la scritta Marry Me. Con sorpresa di Charlie e di tutti gli altri, lei decide impulsivamente di sposarlo. Anche se incerto, Charlie sale sul palco e sposa Kat davanti al mondo. Dopo la cerimonia, Kat si rifiuta di parlare con Bastian o Tyra mentre lei e Charlie se ne vanno. I media sono in delirio e speculano sullo stato mentale di Kat.
Il giorno seguente, dovendo rispondere all'attenzione dei media, Kat decide di rimanere sposata con Charlie per alcuni mesi per dare una svolta positiva alla situazione.
Egli accetta con riluttanza, non volendo suscitare scalpore in nessuna delle loro vite personali. Charlie posa per le apparizioni sui media, anche se è a disagio con la sua nuova vita. Alla fine iniziano ad avvicinarsi dopo aver trascorso del tempo insieme lontano dai media e dal suo management. Kat incontra anche gli studenti di Charlie e Lou. Alla fine chiede a Kat di accompagnarlo al ballo della scuola e lei accetta. Quella notte si baciano e fanno sesso. Trascorrono le settimane successive insieme in una vera relazione romantica. Charlie prepara la sua squadra di matematica per un torneo con l'incoraggiamento di Kat agli studenti. Insegna a Lou, che ha paura del palcoscenico, a ballare per distogliere la mente dall'ansia.
Bastian si presenta per annunciare che il brano Marry Me è stato candidato per un Grammy, la prima nomination di Kat. Charlie è diffidente del fatto che Kat e Bastian dovranno esibirsi di nuovo insieme, ma Kat insiste che tra loro è finita. Tuttavia, Charlie non è sicuro di poter essere paragonato a Bastian e adattarsi al mondo di Kat. La lascia, ragionando sul fatto che il loro matrimonio non è mai stato reale.
Kat scrive una canzone d'amore su Charlie, On My Way, che ottiene più successo anche di Marry Me. Kat si rende conto che è il giorno prima del torneo e di aver promesso a Lou e Charlie di essere presente, mentre sta facendo un'intervista al The Tonight Show con Bastian. Smentisce le voci, affermando che lei e Bastian non sono tornati insieme e non ha scritto On My Way per Bastian. Kat, così, lascia lo studio. Va alla gara per riunirsi con Charlie, che sta aiutando Lou a superare la paura del palcoscenico con il ballo che Kat le ha insegnato. Kat alza un cartello chiedendo a Charlie di sposarla di nuovo, cosa a cui Charlie dice sì. Kat, Charlie e Lou diventano una famiglia felice con il loro cane. Nei titoli di coda vengono mostrate una serie di coppie e le storie di come si sono incontrate.

## Produzione
Le riprese del film, iniziate nell'ottobre 2019, sono terminate il 22 novembre seguente.

## Colonna sonora
Tutte le canzoni presenti nel film sono cantate da Jennifer Lopez e Maluma. La colonna, composta da 12 tracce, è stata pubblicata il 5 febbraio 2022.

## Promozione
Il primo teaser trailer del film è stato diffuso il 24 settembre 2020.

## Distribuzione
La pellicola, inizialmente fissata per il 12 febbraio 2021, è stata rinviata a causa della pandemia di COVID-19 e distribuita nelle sale cinematografiche statunitensi, ed in contemporanea in streaming su Peacock TV, a partire dall'11 febbraio 2022 mentre in Italia dal 10 febbraio.

## Riconoscimenti
- 2022 - E! People's Choice Awards[9][10]
  - Candidatura per il miglior film commedia
  - Candidatura per la miglior attrice a Jennifer Lopez
  - Candidatura per il miglior attore/attrice in un film commedia a Jennifer Lopez
- 2022 - MTV Movie & TV Awards[11][12]
  - Miglior canzone a Jennifer Lopez per On My Way (Marry Me)